# Telenoche (Córdoba)
Telenoche es un noticiero cordobés, de Argentina, conducido por Jorge Cuadrado y Laura González, emitido por el Canal 12 de Córdoba, de lunes a viernes a las 8:00 p.m. es la versión cordobesa del noticiero porteño que lleva el mismo nombre y se emite desde Buenos Aires para todo el país.

## Historia
Telenoche Doce comenzó el 19 de marzo de 2001, con la conducción de sus presentadores, Jorge Cuadrado y Eduardo "Lalo" Freyre. El noticiero fue ideado para contar con una edición local que reemplazara definitivamente a Telenoche de Buenos Aires, por lo que se buscó reformular la dupla noticiosa éxito de la década del 90 en Córdoba, Eduardo "Lalo" Freyre y Jorge Cuadrado, habían conducido juntos Crónica 10, Segunda edición en TV10 (hoy Canal 10), el noticiero líder en audiencia por ese entonces. Sin embargo,el 31 de mayo de 1999, Canal 12 le ofrece a Freyre conducir Noticiero Doce, Segunda edición a lo que él acepta. Tras la llegada de Artear a Canal 12 y la decisión de crear la versión cordobesa de Telenoche, le ofrecen a Cuadrado hacer dupla de nuevo con la persona que fue su profesor en la facultad y compañero de conducción del noticiero estrella de los 90.
El 15 de mayo de 2002, el noticiero obtuvo su primer reconocimiento a los premios Broadcasting por "mejor servicio informativo" del interior.
El 9 de agosto de 2004, con la creación de Arriba Córdoba se produce un relanzamiento de los noticieros del canal, ese relanzamiento conllevó a que el nombre Telenoche Doce quedará acotado simplemente a Telenoche, ya que la palabra Doce había sido impuesta para demostrar la localía del noticioso, pero como el noticiero ya se encontraba bien posicionado se decidió eliminar esa palabra.

### Hitos
- Incendios en las sierras (agosto de 2005): Estos fueron los más grandes de los últimos años. Jorge Cuadrado transmitió en vivo desde un helicóptero. La visión aérea otorgaba la sensación del verdadero desastre que afectaba a las sierras.
- Detención del porteño Luzi (agosto de 2005): Telenoche mostró en primicia toda la detención en Vinchina, La Rioja. El operativo había sido relatado por los medios radiales durante todo el día, pero el noticiero cordobés lo dio a conocer en exclusiva.
- Contaminación del Río Suquía (mayo de 2006): El informe que alertaba sobre la contaminación movilizó a toda la comunidad; las escuelas pidieron el informe para difundirlo en sus aulas. Ganó el premio al Periodismo Científico 2007.
- Mundial de Alemania (julio de 2006): Héctor Andreano fue el enviado especial de Telenoche a Alemania. La cobertura se destacó porque se cumplió el objetivo de dar una visión cordobesa, propia y diferente a la que ofrecieron los medios nacionales y los restantes medios provincianos.
- Copa América (julio de 2007): Después del éxito logrado en Alemania 2006, el canal apostó a que se pueda hacer algo similar a nivel continental.
- Debates (septiembre de 2007): Jorge Cuadrado fue conductor del primer debate electoral televisivo que se hizo entre los candidatos a la gobernación provincial. Luego, se repitió la experiencia a nivel local, junto a Eduardo "Lalo" Freyre con los candidatos a la intendencia capitalina. Esto último se repitió en 2011.
- Nueva escenografía (abril de 2008): Telenoche estrenó escenografía, música y artística nuevas con características novedosas. Se incluyó una grúa en el estudio.

### Actualidad
Tienen lugar columnas de opinión de los periodistas del diario La Voz del Interior.
Cuenta con un segmento especial denominado Informe Telenoche, que se transformó en un sello del equipo de investigación periodística de El Doce, con reconocimiento a nivel nacional. Es realizado por Luis Ybáñez y busca profundizar en la información, descubriendo hechos y situaciones que ocurren en la provincia.
El 27 de octubre de 2010, con motivo del fallecimiento del expresidente Néstor Kirchner, Jorge Cuadrado estuvo ausente del noticiero, siendo reemplazado temporalmente por Gustavo Tobi, periodista de Noticiero Doce que estuvo al lado de Eduardo "Lalo" Freyre. La cobertura especial del mismo fue extendida en 105 minutos, de 8:00 p.m. a 9:45 p.m. igual que al día siguiente.
El 21 de marzo de 2011, Telenoche estrenó nueva escenografía, gráficas y música; además, realizó 17 informes especiales sobre lo acontecido en estos últimos 10 años.
En septiembre de 2011, Telenoche y Canal 12 son distinguidos por La Nación, con un premio por su aporte al Periodismo Científico, a través de los Informes Telenoche y en especial por el informe "Alerta Blanca", en donde se investigó las consecuencias de las "Nubes de Sal" provenientes de Mar Chiquita y los problemas que acarrean al medio ambiente. El premio fue entregado en Tecnópolis.
El 25 de septiembre de 2016, fue recibido ganador en los premios Acorca.
El 20 de marzo de 2017, se renueva la versión cordobesa utilizando el hashtag #NuevoTelenoche, en esta ocasión se incorpora más dinamismo al noticiero, los conductores están de pie al igual que los columnistas, la escenografía cuenta con dos pantallas led gigantes, una pantalla táctil donde se muestra lo más importante de la web, y varias pantallas tradicionales, además de ser la primera vez que tanto el nuevo logo del noticiero como parte de la escenografía, cuentan con el mismo color identificatorio del logotipo del canal, el anaranjado.
El 27 de abril de 2018, Silvia Pérez Ruiz anunció su salida del noticiero para ingresar a Noticiero Doce.
El 30 de septiembre de 2018, gana otra vez el premio Acorca al noticiero.
El 18 de septiembre de 2020, Telenoche transmite en dúplex con Telefe Noticias de Telefe Córdoba para entrevistar a los periodistas Silvia Franco y Luchy Ybáñez, aislados por COVID-19.
El 19 de marzo de 2021 cumple sus 20 años en el aire y más tarde el 17 de mayo de ese año, Telenoche estrenó escenografía nueva y logotipo renovado con amplias pantallas led y nuevas luces de neón.
El viernes 14 de febrero de 2025, Lalo Freyre se despidió de Telenoche, quedaron conduciendo hasta marzo Laura González y Néstor Ghino como reemplazantes de verano de Freyre y Cuadrado. En la promo de marzo de El Doce, se dio a conocer que Laura González, actual columnista de economía del noticiero sería la conductora de Telenoche desde el 17 de marzo, marcando un hito ya que es la primera conductora mujer en la historia de Telenoche.

## Equipo periodístico
Telenoche cuenta con periodistas especializados de varias secciones:

### Columnistas
| Sección          | Periodista/s       |
| ---------------- | ------------------ |
| Política         | Roberto Battaglino |
| Temas cotidianos | Néstor Ghino       |
| Espectáculos     | Emi Lorenzón       |
| Deportes         | Agustín Burgi      |
| Clima            | Eugenia Pérez      |
| Salud            | Carlos Sabagh      |
| Redes            | Eugenia Pérez      |

### Producción periodística
Gerente de noticias: José Sosa
Productor: Santiago Berioli
Producción periodística de Telenoche: Lourdes Buteler, Belén Dalmazzo, Juan Pablo Messina

### Movileros
- Néstor Ghino
- Mateo Lago
- Belén Dalmazzo

### Camarógrafos de prensa
- Marcelo Mangiucca
- Mauro Terenzio
- Emmanuel Cuestas
- Lucas Buoncristiani
- Jorge Safita

## Competencia
- Telefe Noticias, Segunda edición (Telefe Córdoba)
- Crónica Central (Canal 10)

## Eslóganes
- 2001-2003: El compromiso con la gente.
- 2003-2004: Somos Telenoche, Somos el noticiero de Córdoba.
- 2004-presente: El noticiero de Córdoba.

## Producción técnica
- Arte electrónico: Sergio Pedrosa
- Locución: Gustavo Trombetta
- Sonido: Claudio Vilchez
- Camarógrafos: Daniel Cuello, Lucas Chattas, Agustín Meade, José Stopello